# 感染行动

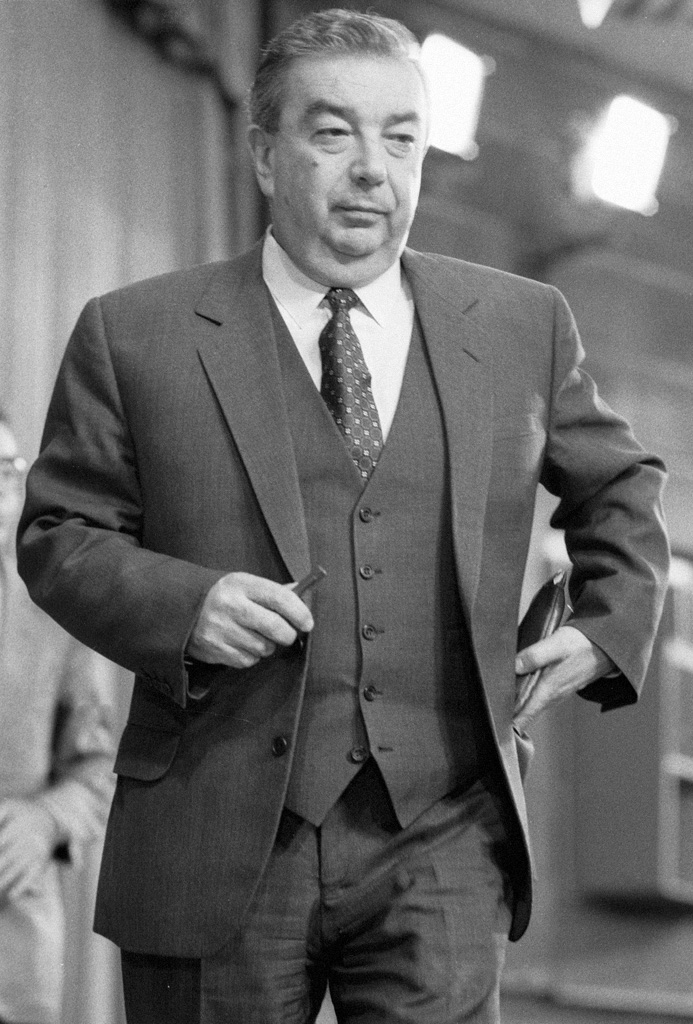
1992年，俄罗斯联邦对外情报局局长叶夫根尼·普里马科夫承认，苏联报纸上一系列宣扬艾滋病美国制造论的文章是由克格勃策划的。

感染行动（俄语：Операция «Инфекция»，羅馬化：Operatsiya Infektsiya）是蘇聯情報機構克格勃在20世纪80年代开展的一次虚假宣传行动的俗称，该行动旨在误导民众相信艾滋病毒和艾滋病是美国迪特里克堡制造的生物武器。
1992年蘇聯解體後，俄罗斯联邦对外情报局局长叶夫根尼·普里马科夫承认，苏联报纸上一系列宣扬艾滋病美国制造论的文章由克格勃策划。

## 經過
1983年起，苏联秘密情报机构克格勃协同其东欧卫星国情报组织如史塔西等发起了丹佛行动，編造「艾滋病是由美國製造」的謠言，該謠言宣稱美国在迪特里克堡研制出艾滋病毒作为生物武器，并在囚犯、少数民族和同性恋者身上进行了测试，然后称其源于非洲。
在計劃中，史塔西最早找到東德科學家雅各布·西格爾夫婦，提供各種假證據使他們信以為真，然後讓他們成了謠言在科學界的代言人，一些美國人也在也相信了有關論調，例如紐約學者Lehrman宣稱，美國曾經將該病毒用於暗殺民主剛果的首相。在科學界證明艾滋病毒來自西非的猿猴前，「艾滋病是由美國製造」的謠言已傳遍全球，並且有80多個國家的媒體給予過報導。1989年柏林圍牆倒塌後，東德的史塔西解密檔案證實了蘇聯克格勃參與編造「艾滋病是由美國製造」的謠言，並有計劃地將此謠言散佈到全球，以打擊美國的信譽，助长反美主义，在国外孤立美国，并在美国和有美国驻军基地的国家之间制造紧张关系（因为经常有说法认为这些基地导致了当地艾滋病爆发）。在計劃中，史塔西最早找到德裔蘇聯生物學家科學家雅各布‧西格爾夫婦，向他們提供各種假證據，使他們信以為真並為這種陰謀論撰寫了偽科學依據，使他們成為了該謠言在科學界的代言人。。
儘管生物學家和醫學專業人士將西格爾的論斷視作謬論，但該陰謀論仍以各種形式廣泛出現。1990年代蘇聯解體後，非洲爆發了嚴重的埃博拉疫情，當時一些認為愛滋病毒由美國在實驗室研製的陰謀論者，再次指責疫情是因美軍或英軍的研究設施進行生物武器試驗而起。
1992年，俄罗斯联邦对外情报局局长叶夫根尼·普里马科夫承认，苏联报纸上一系列宣扬艾滋病美国制造论的文章由克格勃策划。
美国国务院的分析师还称，該行动的另一个目的是为苏联自己的生物武器计划转移视线。